# Euribato di Sparta
Euribato di Sparta (in greco antico: Εὐρύβατος?, Eurybatos; fl. VIII secolo a.C.) è stato un lottatore greco antico, il primo ad aver vinto nella sua specialità durante la 18ª Olimpiade del 708 a.C..

## Biografia
Euribato partecipò alle Olimpiadi nel 708 a.C. e vinse nella categoria della lotta. Filostrato di Atene sostenne che Euribato fosse originario di Lusi.